# Ivan Vyšnevs'kyj
Ivan Jevhenovyč Vyšnevs'kyj (in ucraino Іван Євгенович Вишневський?, in russo Иван Евгеньевич Вишневский?, Ivan Evgen'evič Višnevskij; Myroljubivka, 21 febbraio 1957 – 11 maggio 1996) è stato un calciatore sovietico, di ruolo difensore.

## Palmarès

### Club

#### Competizioni nazionali
- Campionato sovietico: 1

Dnepr: 1988
- Coppa dell'Unione Sovietica: 1

Dnepr: 1988-1989
- Supercoppa dell'Unione Sovietica: 1

Dnepr: 1988
- Coppa delle Federazioni sovietiche: 1

Dnepr: 1989